# Pretty Cure
A Pretty Cure, PreCure, PC vagy Precure japán sódzso animesorozat, amelyet Izumi Todo álmodott meg, és amit az Asahi Broadcasting Corporation valamint a Toei Animation producált. 2004-ben indulva a Futari wa Pretty Cure-val, a sorozat több mint 12 szériát, és több mint 500 epizódot tud maga mögött, kiegészítve filmekkel, mangával és videó játékokkal. A legutóbbi évad, a Go! Princess Pretty Cure 2015-től van adásban a TV Asahi vasárnap reggeli műsorának részeként, a Super Hero Time után. 

## Szériák

### Futari wa Pretty Cure 2004.02.01.-2005.01.30.
A legelső széria a Pretty Cure szériák közül. Nagisa Misumi és Honoka Yukishiro nem is lehetnének különbözőbbek. Nagisa sportos, míg Honoka egy könyvmoly, és míg ugyanabba az iskolába járnak, nem igazán találkoztak egymással. Azonban egy nap, hullócsillagok formájában két igencsak érdekes lény csöppen az életükbe; Mipple és Mepple, a Fény Kertjének (Garden of Light) menekültjei, ami a Sötétség (Darkness) uralma alatt van. Felfegyverkezve új erőkkel, Nagisa és Honoka átváltozott Cure Blackké és Cure White-tá, varázserejű védelmezőivé a fénynek, együtt, Pretty Cure néven.

### Futari wa Pretty Cure Max Heart 2005.02.06-2006.01.29.
Miután a Wicked King elbukott, a Fény Kertjének királynője elvesztette emlékeit, és a Földre jött, egy 12 éves lány, Hikari Kujou képében. Nagisa és Honoka segítségével, új ruhákkal és erőkkel ismét felfegyverkezve a feladatuk, hogy összegyűjtsék mind a 12 Heartiel-t, amik apró kulcsok ahhoz, hogy a királynő visszanyerje emlékeit. Együtt megint, Pretty Cure néven harcolnak.

### Pretty Cure Splash Star 2006.02.05.-2007.01.28.
A nyári fesztivál alkalmával 5 évvel ezelőtt, két lány találkozott egy misztikus fa alatt, fénygömböket követve. Most, ez a két lány – Saki Hyuuga, az iskola softball csapatának ásza, és Mai Mishou, akinek tehetsége gyönyörű rajzaiban rejlik,-kiválasztottak lettek a virágok védelmezője (Flappy) és a virágok védelmezője (Choppy) által, hogy visszaszerezzék a Hét Szökőkút (Seven Fountains) és saját világukat a Sötét Ősztől (Dark Autumn). Együtt, ők lettek az ÚJ Pretty Cure, Saki Hyuuga Cure Bloom képében, Mai Mishou pedig Cure Egret képében.

### Yes! Pretty Cure 5  2007.02.04.-2008.02.27.
Mikor egy nap, Nozomi Yumehara belebotlik egy helyes fiúba az utcán, nem is sejti, hogy az élete kerekestül fel fog fordulni. miután egy rózsaszín pillangó a karjára száll, és egy furcsa órává lakul, képes átváltozni Cure Dream-mé. A feladata, hogy megvédje az emberiséget a Nightmare-től, és hogy összegyűjtse mind az 55 Pinkie-t. Ezek különféle varázserővel bírnak, melyek még erősebbé tehetnék a Nightmare-t. Később Nozomihoz csatlakozik még 4 Cure.

### Yes! Pretty Cure 5 GoGo! 2008.02.03.-2009.01.25.
Miután Nozomi és barátai megnyerték a csatát, de elvesztették az erejüket, a mindennapok csendesen telnek számukra. Azonban egy nap, amikor egy furcsa kézbesítő-fiú, Syrup egy levelet ad nekik, a Yes! Pretty Cure-nak ismét fel kell venni a harcot az ellenséggel, hogy megmentsék a hercegnőt. Új erővel, új ruhával és egy ismeretlen segítővel ismét Pretty Cure-k lettek. Később Coco és Nuts segítségére is ismét számíthatnak.
Ugyanebben az időben, miközben harcolnak az ellenséggel, meg kell keresniük egy lányt, akinek az ereje hatalmas, és a kék rózsa a szimbóluma. Ezen múlhat a küldetésük sorsa!

### Fresh Pretty Cure 2009.02.01.-2010.01.30.
Love Momozono a 14 éves diáklány a Yotsuba Junior Highschool-ban többet figyel másokra, mint önmagára. Egy nap, mikor a Trinity élő koncertjére megy, eldönti, hogy ő is táncos lesz. Ám ugyanazon a napon a Labyrinth Kingdom felbukkan, hogy összegyűjtse a boldogtalanságát a rajongóknak. Ettől kezdve Love élete fenekestül felfordul, amint átváltozik Cure Peach-é, hogy szembeszálljon Labyrinth-hel. Később a jó barátai, Miki mint Cure Berry, és Inori mint Cure Pine is csatlakoznak hozzá.

### Heartcatch Pretty Cure 2010.02.07.-2011.01.30.
A másodéves Tsubomi Hanasaki mostanában ugyanazt az álmot látja újra és újra, Cure Moonlight legyőzését a Great Heart Tree-nél. Nem érti, hogy miért is látja ezt az álmot nap mint nap. Azután hirtelen, két segítő jelenik meg a semmiből, és mielőtt még észrevenné, már is átváltozik Cure Blossom-má! A később csatlakozott Erika Kurumi-val, mint Cure Marine-nal együtt felveszik a harcot a The Desert Messengers ellen, hogy megvédjék mindenki Heart Flower-jét. Ebben a sorozatban még kapunk 2 extra Cure-t, valamint fény derül egy nagy titokra.

### Suite Pretty Cure 2011.02.06.-2012.01.29.
Kanon Town zenével van tele. Hibiki Hojo és Kanade Minamino ebben a városban nőttek fel, és gyerekkoruk óta ismerik egymást. Csakhogy, már régóta nem barátok. Egy napon azonban, Hummy a zene földjéről, Major Land-ről megjelenik előttük. A gonosz király, Mephisto azt tervezi, hogy a legendás Boldogság Dalát (Melody of Happiness) átváltoztatja a Szerencsétlenség Dalává (Melody of Misfortune). Hogy megelőzzék ezt, Hibiki és Kanade átváltoznak Cure Melody-vá és Cure Rhythm-vé. Meg kell tanulniuk, hogy hogyan dolgozzanak együtt, hogy összegyűjthessék a Boldogság Dalának szétszéledt hangjegyeit.

### Smile Pretty Cure 2012.02.05.-2013.01.27.
Egyszer volt hol nem volt, valamikor réges régen volt egy királyság a tündérmesékről, amit Märchenland-nek hívtak, és ahol rengeteg tündérmese szereplő élt együtt vidámságban. Hirtelen, a gonosz Pierrot uralkodó inváziót indított a királyság ellen, elzárva a királynőt közben. Hogy a királynő ismét védelmezhesse a királyságát, az összes Cure Decor-t össze kell gyűjteni, melyek a boldogság szimbólumai, és a "királynő titkos erejéhez a boldogság fényéből" kellenek. Hogy összegyűjtse ezeket, egy tündér, akit Candy-nek hívnak, elutazik a Földre, hogy ott megtalálja a Pretty Cure-kat. Ott, Candy találkozik egy lánnyal, Miyuki Hoshizora-val, aki elhatározza, hogy segít neki. Vajon a világ kiérdemel a végén egy "boldog befejezést"?

### Doki Doki! Pretty Cure2013.02.03.-2014.01.26.
Aida Mana egy lány, aki mindig is a mások érdekében bármit képes lett volna feláldozni. Egy nap, mikor a Clover Tower-t látogatta meg az iskolájának kutatómunkája során, amikor egy új ellenség, a "Selfish" hirtelen megjelent, és megpróbálta megváltoztatni a szívét! Hogy felvehesse a harcot e gonosz szörnyek ellen, átváltozott Cure Heart-tá egy varázslény, Sharuru segítségével. Segítségére siet egy másik Pretty Cure, Cure Sword, ám ahelyett, hogy társak lennének, inkább otthagyja, és eltűnik a semmibe... Hogy megmenthessék a világot, Mana segítségére siet még 3 Cure, és együtt felveszik a harcot a gonosz "Selfish" ellen, hogy megvédjék az emberek ártatlan szívét!

### Happiness Charge Pretty Cure 2014.02.02.-2015.01.25.
Az Illúziók Birodalma támadást indított a Föld ellen Queen Mirage vezetésével. A Pretty Cure csapatok, melyek a világ minden pontjáról jelen vannak, felveszik a harcot a gonosz erőkkel szemben. Ennek a szériának a középpontjában a mindig segítőkész Megumi Aino mint Cure Lovely, a nyafogós hercegnő Hime Shirayuki mint Cure Princess, a remek énekes és szakács Yuko Omori mint Cure Honey és a kissé rideg, de melegszívű Iona Hikawa mint Cure Fortune áll. A Pretty Cure csapatok a világon ismertek lesznek.

### Go! Princess Pretty Cure 2015.02.01-:2016.01.31.
A Go! Princess Pretty Cure egy bentlakásos iskolában játszódik (Noble Academy). A főszereplő Haruka Haruno, 13 éves diáklány, akinek az álma, hogy hercegnő lehessen. Az első napján az iskolában találkozik Pafu-val és Aroma-val, és átváltozik Cure Flora-vá, hogy megmenthesse az ártatlanok álmait a gonosz Despair-től, aki utálja az összes álmot a világon, és reménytelenségbe akarja taszítani őket. Segítségére van továbbá a 13 éves modell, Kirara Amanogawa mint Cure Twinkle, és a 14 éves elegáns Minami Kaidou-t, mint Cure Mermaid.

### Mahō tsukai Pretty Cure! 2016.02.07.-2017.01.29.
Asahina Mirai egy átlagos, ámbár kicsit gyerekes 13 éves, középiskolás lány. Szülei ékszerboltot vezetnek. Mirai hisz a varázslókban és szeretne is eggyel találkozni. Ez a kívánsága egyszer valóra is válik, hiszen egy átlagos napon a parkban sétálgatva megpillantja Izayoi Rikót, egy vele egyidős, seprűn repkedő lányt, aki a Földön keresi a Linkle Strone Emelard nevű varázskövet. Érdekes módon, de összebarátkoznak, majd feltűnnek a sötét mágusok, akik szintén azt a tárgyat keresik. Mirai és Riko a legnagyobb vészhelyzet közepén szupererőre tesznek szert és Mirai kedvenc (már immár beszélni is tudó) plüssmacija, Mofurun segítségével átváltoznak a legendás varázslókká, a Pretty Cure-ré. Mirai lesz Cure Miracle, Riko pedig Cure Magical.

### KiraKira Pretty Cure A La Mode 2017.02.05.-2018.01.28.
A főszereplő Usami Ichika, egy átlagos, életvidám 13 éves lány, aki nagyon szeret sütni, de sajnos nem elég tehetséges benne. Egyszer, amikor várja haza az anyukáját, úgy dönt, megsüti neki kedvenc epertortáját, ám a konyhában megjelenik egy Pekorin nevű tündér, akitől Ichika először megijed, aztán segít neki sütni. Nem sokkal később, mikor már kész a torta, megjelenik egy gonosz tündér is, aki elszívja a süteményekből a kira-kirarut, Ichika átváltozik Cure Whippé és megtisztítja a tündért. Majd lassacskán több precure is megjelenik, együtt Pekorin és egy másik tündér, Churou segítségével megnyitják a Kirakira Patisseire  nevű cukrászdát, ahol ők sütik a süteményt, amiket általában nagyon aranyosan állatmotívumokkal díszítenek.

### Hugtto! Pretty Cure 2018.02.04.-2019.01.27.
Nono Hana egy 8. osztályos lány, aki szeretne csini, nagytesó alkattá válni. Folyton mosolyog és szeret izgalmas dolgokat kipróbálni. Egy nap, Hana találkozik egy Hug-tan nevű kisbabával és annak Harry nevű tündérével, akik az égből hullottak alá. Abban a pillanatban egy Dark Tomorrownak (Sötét holnap) nevezett szervezet is felbukkan! Megpróbálják Hug-tant elrángatni a Mirai-kristályhoz! Azért, hogy megvédje Hug-tant, Hana azt kívánja, hogy bár tudna rajta segíteni, minek hatására egy Mirai-kristályhoz jut, majd átváltozik Cure Yell-lé. Rengeteg Tomorrow Powerer tűnik fel a világban. Ezt az erőt arra használják, hogy egy csodálatos holnapot teremtsenek, ami Mirai-kristályba szorult. Ha ellopják, a jövő megszűnik létezni. Cure Yell mindent megtesz, hogy Hug-tant és a jövőt is megvédje!

### Star☆Twinkle Pretty Cure 2019.02.03.-2020.01.26.
Egy nap a diáklány Hikaru találkozik három földönkívülivel: Lalával, Prunce-cal, és Fuwával, akiktől megtudja, hogy az univerzum egyensúlyáért felelős Csillag Palota nagy veszélyben van, hacsak nem sikerül megtalálniuk a legendás PreCure harcosokat, akik segíthetnek felébreszteni a palota működéséért felelős 12 csillaghercegnőt. Mint kiderül, Hikaru egyike a PreCure harcosoknak.

### Healin' Good♡Precure 2020.02.02.-2021.02.21.
A Föld épségéért felelős Gyógyulás Kertjét megtámadják a gonosz Byougenek, akik meg akarják fertőzni a bolygót. A Kert hercegnője, három gyógyító kisállat kíséretében elindul, hogy társakat találjanak a harchoz. Megismerkednek három diáklánnyal: Nodokával, Chiyuval és Hinatával, akik PreCure-ökké változva megvédhetik a Földet és a Kertet az inváziótól.

## Főszereplők

### Futari wa Pretty CureésFutari wa Pretty Cure Max Heart
- Misumi Nagisa – Cure Black
- Yukishiro Honoka – Cure White
- Kujou Hikari – Shiny Luminous

### Pretty Cure Splash Star
- Hyuuga Saki – Cure Bloom
- Mishou Mai – Cure Egret
- Kiryuu Kaoru – Cure Bright
- Kiryuu Michiru – Cure Windy

### Yes! Pretty Cure 5ésYes! Pretty Cure 5 GoGo!
- Yumehara Nozomi – Cure Dream
- Natsuki Rin – Cure Rouge
- Kasugano Urara – Cure Lemonade
- Akimoto Komachi – Cure Mint
- Minazuki Karen – Cure Aqua
- Mimino Kurumi – Milky Rose

### Fresh Pretty Cure
- Momozono Love – Cure Peach
- Aono Miki – Cure Berry
- Yamabuki Inori – Cure Pine
- Higashi Setsuna – Cure Passion

### Heartcatch Pretty Cure
- Hanasaki Tsubomi – Cure Blossom

Hanasaki Tsubomi egyike a főszereplőknek a Heartcatch Pretty Cure-ban. Egy virágüzletben lakik, amit Hanasaki Flower Shop-nak hívnak a szüleivel és a nagymamájával.
Átváltozva a neve Cure Blossom .
- Kurumi Erika – Cure Marine

Kurumi Erika egyike a főszereplőknek a Heartcatch Pretty Cure-ban. Nagyon fontosnak tartja a divatot. Átváltozva a neve Cure Marine.
- Myoudouin Itsuki – Cure Sunshine

Myoudouin Itsuki egyike a főszereplőknek a Heartcatch Pretty Cure-ban. Mivel fiúnak öltözik és néz ki, ezért az új diákok (mint Tsubomi) tévedésből azt hiszik, hogy ő tényleg egy fiú. Azért öltözik és viselkedik így, hogy átvehesse bátyjának, Satsuki-nak a helyét, mivel ő túl beteg ahhoz, hogy ellássa kötelességeit. Átváltozva a neve Cure Sunshine.
- Tsukikage Yuri – Cure Moonlight

sukikage Yuri egy lány a Heartcatch Pretty Cure!-ból, aki végül is a negyedik egyike a főszereplőknek lett tekintve, azonban a széria első felében rejtve marad. Ő jelenik meg a többiek álmában, mielőtt ők is Pretty Cure-k lennének. Ő a legidősebb Pretty Cure főszereplő eddig. Átváltozva a neve Cure Moonlight.
- Hanasaki Kaoruko – Cure Flower

Hanasaki Kaoruko Tsubomi nagymamája. Híres botanikus, és imádja a virágokat. Átváltozva a neve Cure Flower, és ő a második legidősebb ismert Cure a Heartcatch Pretty Cure-ban.
- Cure Ange

Cure Ange egy titokzatos karakter, és a legelső Pretty Cure a Heartcatch Pretty Cure szerint. Cure Ange először a Heartcatch Pretty Cure!: Hana no Miyako de Fashion Show... Desu ka!? filmben jelenik meg. Sokkal erősebb mint a jelenlegi Cure-k.

### Suite Pretty Cure
- Hojo Hibiki – Cure Melody

Hojo Hibiki az egyik főszereplője a Suite Pretty Cure-nak, gyerekkori barátjával, Minamino Kanade-vel együtt. Mint Nagisa Misumi, nagyon élénk személyisége van, és remek sportban, azonban nem túl jó a tanulás terén. Átváltozva a neve Cure Melody. A rózsaszín Fairy Tone-t használja átváltozáshoz, akinek a neve Dory.
- Minamino Kanade – Cure Rhythm

Minamino Kanade az egyik főszereplője a Suite Pretty Cure-nak, Hojo Hibiki-vel együtt. Mint Honoka Yukishiro, Kanade kitűnő tanulásban, de nem túl jó sportok terén. Valamilyen szintű sztár az iskolájában. Kanade nagyon felnőttes, de eléggé makacs is tud lenni; valamint imádja a macskákat. Átváltozva a neve Cure Rhythm. A fehér Fairy Tone-t használja átváltozáshoz, akinek a neve Rery.
- Kurokawa Ellen – Cure Beat

Siren az egyik főszereplője a Suite Pretty Cure-nak. Hummy gyerekkori barátja, és mentora, aki tanította az éneklésre. Agymosást hajtottak végre rajta, és így átállt a rossz oldalra. Képes volt alakot váltani, és gyakran jelenik meg az emberi alakjában, Kurokawa Ellen-ként az animében. Azonban miután Pretty Cure lett, elvesztette ezt a képességét. Átváltozva a neve Cure Beat. A világoskék Fairy Tone-t használja átváltozáshoz, akinek a neve Lary.
- Shirabe Ako – Cure Muse

Shirabe Ako az egyik főszereplője a Suite Pretty Cure-nak. Major Land hercegnője, de elmenekül a Földre a háború elől. Átváltozva a neve Cure Muse. A lila Fairy Tone-t használja átváltozáshoz, akinek a neve Dodory.

### Smile Pretty Cure
- Hoshizora Miyuki – Cure Happy

Hoshizora Miyuki egyike a Cure-knak a Smile Pretty Cure!-ban. Okos és energikus lány, aki szereti a tündérmeséket. Átváltozva a neve Cure Happy. A boldogság erejét irányítja.
- Hino Akane – Cure Sunny

Hino Akane egyike a Cure-knak a Smile Pretty Cure!-ban. Egy érdekes lány, aki hirtelen tud érzést váltani, és szereti megnevettetni az embereket. Osakában született és ezért Kansai dialektusal beszél. Átváltozva a neve Cure Sunny. A nap erejét irányítja.
- Kise Yayoi – Cure Peace

Kise Yayoi egyike a Cure-knak a Smile Pretty Cure!-ban. Míg egy kissé sírós, valójában egy erős szívű lány. Jól szimpatozál másokkal, és mindig megtartja a titkokat. Átváltozva a neve Cure Peace. A villámok erejét irányítja.
- Midorikawa Nao – Cure March

Midorikawa Nao egyike a Cure-knak a Smile Pretty Cure!-ban. Erősen hisz az igazságban, és nem szereti a rosszakarókat. Egy nővér típus, és a lányok körében is híres. Sportos és fiús, habár van nőies oldala is, és imádja a cukorfalat dolgokat. Átváltozva a neve Cure March, és a szél erejét irányítja.
- Aoki Reika – Cure Beauty

Aoki Reika egyike a Cure-knak a Smile Pretty Cure!-ban. Elegáns, kedves és segítőkész, ezáltal rengeteg lány jelképe. Mint a Diák Önkormányzat vezetője, megbízható. Átváltozva a neve Cure Beauty. A jég erejét irányítja.

### Pretty Cure All Stars
- Sakagami Ayumi – Cure Echo

Sakagami Ayumi az első olyan Cure, aki csak filmekben szerepel; a All Stars filmekből, a Pretty Cure All Stars New Stage: Mirai no Tomodachi-ban és a Pretty Cure All Stars New Stage 3: Eien no Tomodachi-ban. Átváltozva a neve Cure Echo.

### Doki Doki! Pretty Cure
- Aida Mana – Cure Heart

Aida Mana egyike a Cure-knak a Doki Doki! Pretty Cure-ban. Mindig másoknak segít. Átváltozva a neve Cure Heart.
- Hishikawa Rikka – Cure Diamond

Hishikawa Rikka egyike a Cure-knak a Doki Doki! Pretty Cure-ban. Mana egyik gyerekkori barátja és a Oogai First Middle School diák-önkormányzatának könyvelője. Átváltozva a neve.
- Yotsuba Alice – Cure Rosetta

Yotsuba Alice egyike a Cure-knak a Doki Doki! Pretty Cure-ban. Ő is Mana egyik gyerekkori barátja és a Yotsuba Enterprises örököse. Átváltozva a neve Cure Rosetta.
- Kenzaki Makoto – Cure Sword

Kenzaki Makoto egyike a Cure-knak a Doki Doki! Pretty Cure-ban. Eredetileg a Trump Kingdom-ból jött, és ő egy híres énekes és modell. Nagyon felelős és eszes lány, de egyben független és gyakran áldozza fel magát másokért. Átváltozva a neve Cure Sword.
- Madoka Aguri – Cure Ace

Madoka Aguri egyike a Cure-knak a Doki Doki! Pretty Cure-ban. Nagyon okos a korához képest, és imádja az édességet. Átváltozva a neve Cure Ace. Ai erejét használja, hogy átváltozhasson.
- Cure Empress

Cure Empress az egyik legendás Pretty Cure a Doki Doki! Pretty Cure-ból. Ő volt az eredeti használója és tulajdonosa a Magical Lovely Pad-nak, és Cure Heart nagyon hasonlít rá. A segítője Melan volt. A társai Cure Magician és Cure Priestess.
- Cure Magician

Cure Magician az egyik legendás Pretty Cure a Doki Doki! Pretty Cure-ból. Ő volt az eredeti használója és tulajdonosa a Miracle Dragon Glaive-nek. A társai Cure Empress és Cure Priestess.
- Cure Priestess

Cure Priestess az egyik legendás Pretty Cure a Doki Doki! Pretty Cure-ból. Ő volt az eredeti használója és tulajdonosa az Eternal Golden Crown-nak. A társai Cure Empress és Cure Magician.

### Happiness Charge Pretty Cure
- Aino Megumi – Cure Lovely

Aino Megumi az egyik főszereplője a Happiness Charge Pretty Cure!-nak. Egy 14 éves lány tele energiával. Átváltozva a neve Cure Lovely, az alakváltásai a piros Cherry Flamenco , és a sárga Lollipop Hip Hop.
- Shirayuki Hime – Cure Princess

Shirayuki Hime, született Himelda Window, a Blue Sky Cure Királynője, az egyik főszereplője a Happiness Charge Pretty Cure!-nak. Blue Sky Kingdom hercegnője, Hime egy kissé nyafogós, de divatos lány. Átváltozva a neve Cure Princess. Az alakváltásai a Sherbet Ballet és a Macadamia Hula Dance. A szimbólumai a kör, a Hold, a Nap és tollak.
- Omoru Yuko – Cure Honey

Omori Yuko az egyik főszereplője a Happiness Charge Pretty Cure!-nak. Az otthona egy étterem, így hát imád enni és főzni. Átváltozva a neve Cure Honey. Az alakváltásai a Popcorn Cheer és a Coconuts Samba.
- Hikawa Iona – Cure Fortune

Hikawa Iona az egyik főszereplője a Happiness Charge Pretty Cure!-nak. Átváltozva a neve Cure Fortune. Ugyanabba az iskolába jár, mint Megumi, Hime and Yuko, de egy másik osztályba. A családi dijoba jár edzeni minden nap a nagyapjával, a Hikawa Karate Dojo-ba. Az alakváltásai Pine Arabian és Anmitsu Komachi.
- Hikawa Maria – Cure Tender

Hikawa Maria Iona nővére. Először a 18. epizódban volt megemlítve, de először csak a 21. epizódban láthattuk. Átváltozva a neve Cure Tender.
- Cure Mirage

Queen Mirage az egyik fő ellensége a Happiness Charge Pretty Cure!-nak. A 30. epizódban Blue elmondja, hogy ő régen Cure Mirage volt. Később visszaváltozik jóva, mikor a Cure-k az Innocent Purification-t használják ellene.

### Go! Princess Pretty Cure
- Haruno Haruka – Cure Flora

Haruno Haruka az egyik főszereplője a Go! Princess Pretty Cure-nak. Ő egy 13 éves lány, aki energikus, és arról álmodik, hogy hercegnő legyen. Átváltozva a neve Cure Flora a Virágok Hercegnője.
- Kaido Minami – Cure Mermaid

Kaido Minami az egyik főszereplője a Go! Princess Pretty Cure-nak. Ő egy 14 éves lány, akinek nagy a felelősségtudata, és gondoskodik másokról. Olyan mint egy gondoskodó nővér, és ezért mindenki becsüli. Azonban a szabályokra is nagyon figyel. Mikor átváltozik, a neve Cure Mermaid, a Tenger Hercegnője.
- Amanogawa Kirara – Cure Twinkle

Amanogawa Kirara az egyik főszereplője a Go! Princess Pretty Cure-nak. Ő egy 13 éves lány, aki egy nagyon divatos és híres modell. Átváltozva a neve Cure Twinkle, a Csillagok Hercegnője.
- Akagi Towa – Cure Scarlet

Akagi Towa egy fiatal lány, aki egy valódi hercegnő. Eredetileg, régen egy ellensége volt a Princess Pretty Cure-nak, mint Twilight. Azt hitte, hogy ő Dyspear lánya, és a hivatalos megnevezése "A Kétségbeesés Hercegnője" volt, de később kiderült, hogy valójában agymosást hajtottak végre rajta, és semmilyen rokonságban nem állnak. Azután változik át Cure Scarlet-té, a Vörös Lángok Hercegnőjévé.

### Mahō tsukai Pretty Cure!
- Asahina Mirai – Cure Miracle
- Izayoi RIko – Cure Magical
- Hanami Kotoha – Cure Felice

### KiraKira Pretty Cure A La Mode
- Usami Ichika – Cure Whip
- Arisugawa Himari – Cure Custard
- Tategami Aoi – Cure Gelato
- Kotozume Yukari – Cure Macaron
- Kenjou Akira – Cure Chocolat
- Kirahoshi Ciel – Cure Parfait

### Hugtto! Pretty Cure
- Nono Hana – Cure Yell
- Yakushiji Saaya – Cure Ange
- Kagayaki Homare – Cure Etoile
- Aisaki Emiru – Cure Macherie
- Amour Lulu – Cure Amour

### Star☆Twinkle Pretty Cure
- Hoshina Hikaru – Cure Star
- Hagaromo Lala – Cure Milky
- Amamiya Elena – Cure Soleil
- Kaguya Madoka – Cure Selene
- Yuni – Cure Cosmo

### Healin' Good♡Pretty Cure
- Hanadera Nodoka – Cure Grace
- Sawaizumi Chiyu – Cure Fontaine
- Hiramitsu Hinata – Cure Sparkle
- Fuurin Asumi – Cure Earth

## Filmek
A Futari wa Pretty Cure Max Heart-tal kezdve, mindegyik tv-szériának jutott egy-két film (a Futari wa Pretty Cure-nak 2, míg a Go! Princess Pretty Cure-nak 3), valamint 2009 márciusától kezdve All Stars filmeket, melyekben a Cure-k találkoznak a többiekkel, és a többi széria szereplőivel, hogy együtt győzzék le az adott ellenséget. Ma 11 TV alapján készült filmet, és 7 All Stars filmet különböztetünk meg.

### TV-től a filmig
- Futari wa Pretty Cure Max Heart the Movie  (2005)
- Futari wa Pretty Cure Max Heart the Movie 2: Friends of the Snow-Laden Sky (2005)
- Futari wa Pretty Cure Splash Star: Tick-Tock Crisis Hanging by a Thin Thread! (2006)
- Yes! Pretty Cure 5 the Movie: Great Miraculous Adventure in the Mirror Kingdom! (2007)
- Yes! Pretty Cure 5 GoGo! the Movie: Happy Birthday in the Sweets Kingdom (2008)
- Fresh Pretty Cure! the Movie: The Kingdom of Toys has Lots of Secrets!? (2009)
- HeartCatch Pretty Cure! the Movie: Fashion Show in the Flower Capital... Really?! (2010)
- Suite Pretty Cure! the Movie: Take it back! The Miraculous Melody that Connects Hearts (2011)
- Smile Pretty Cure! the Movie: Big Mismatch in a Picture Book! (2012)
- DokiDoki! Pretty Cure the Movie: Mana's Getting Married!!? The Dress of Hope that Connects to the Future (2013)
- HappinessCharge Pretty Cure! the Movie: The Ballerina of the Land of Dolls (2014)
- Go! Princess Pretty Cure! the Movie: Go! Go!! Splendid Triple Feature!!! (2015)
- Maho Girls Pretty Cure! the Movie: The Miraculous Transformation! Cure Mofurun! (2016)
- Kirakira Pretty Cure A La Mode Movie: Paritto! Omoide no Mille-Feuille! (2017)
- Hugtto! Pretty Cure x Futari wa Pretty Cure Movie (2018)
- Star☆Twinkle Pretty Cure: Hoshi no Uta ni Omoi wo Komete (2019)
- Healin' Good♡Pretty Cure Movie: Yume no Machi de Kyun! Tto GoGo! Dai Henshin!! (2021)

### All Stars
- Pretty Cure All Stars DX: Everyone's Friends – the Collection of Miracles!  (2009)
- Pretty Cure All Stars DX2: Light of Hope – Protect the Rainbow Jewel! (2010)
- Pretty Cure All Stars DX3: Deliver the Future! The Rainbow-Colored Flower That Connects the World! (2011)
- Pretty Cure All Stars New Stage: Friends of the Future (2012)
- Pretty Cure All Stars New Stage 2: Friends of the Heart (2013)
- Pretty Cure All Stars New Stage 3: Forever Friends (2014)
- Pretty Cure All Stars: Spring Carnival♪ (2015)
- Pretty Cure All Stars Movie: Everybody Sing! Miraculous Magic! (2016)
- Pretty Cure Dream Stars! the Movie (2017)
- Pretty Cure Super Stars! Movie (2018)
- Pretty Cure Miracle Universe Movie (2019)
- Pretty Cure Miracle Leap Movie: Minna to no Fushigi na Ichinichi (2020)
- Pretty Cure All Stars F (2023)

## Zene
A Bandai híres musicalai és CDi, melyek a karakterek saját dalait, vagy egyéb dalokat tartalmaznak.

### Musical
A Musicalok már a Futari wa Pretty Cure Max Heart megjelenése óta a színpadon vannak, és nagyon híresek. Nem mindig vannak különleges megnevezéseik, mint a filmeknek, és színházakban vagy koncert-színpadokon láthatjuk őket. Ezek főleg abból állnak, hogy énekesek vagy csak szimplán emberek beöltöznek a szereplőknek, és egy nagy, a szereplőt ábrázló fejet húznak a fejükre, teljesen eltakarva így az arcukat. Majd ezután előadják a karakterek dalait, vagy pedig egy rövid kis történetet játszanak el. Az ilyen előadások 5-9 éves gyerekeknek vannak, és 2-3 órásak szoktak lenni. Külön gyűjthető merchandise is jár hozzájuk.

### Soundtrack/CD
Minden egyes filmnek és szériának megvan a maga CD-je, mely tartalmazza a nyitódal és a záródal teljes verzióját, karaoke verzióját, valamint a filmben vagy epizódban megjelent dallamok. Az összes CDn/albumon rajta van az átváltozások dallama is. A legtöbb évadhoz 2 CD/album jár; egy az anime felénél, a másik pedig a végénél kerül a boltokba.

## Videojátékok
Különböző játékokat adott ki a Bandai, melyek videó játék rendszerekhez (Nintendo, WII stb.), oktató konzolokhoz és Data Cardass árkád gépekhez is.

### Videojátékok
- Futari wa Pretty Cure: Arienai! Yume no Sono wa Daimeikyu (2004, Game Boy Advance)
- Futari wa Pretty Cure: Max Heart – Maji? Maji!? Fight de IN Janai (2005, Game Boy Advance)
- Futari wa Pretty Cure: Max Heart – Danzen! DS de Precure – Chikara wo Awasete Dai Battle (2005, Nintendo DS)
- Futari wa Pretty Cure Splash Star: Panpaka game deji kojo! (2006, Nintendo DS)
- Yes! Pretty Cure 5 (2007, Nintendo DS)
- Yes! Pretty Cure 5 Go Go: Zenin Shu Go! Dream Festival (2008, Nintendo DS)
- Fresh Pretty Cure: Asobi Collection (2009, Nintendo DS)
- HeartCatch Pretty Cure! Oshare Collection (2010, Nintendo DS)
- Koe de Asobou! HeartCatch Pretty Cure! (2010, Nintendo DS)
- Suite Pretty Cure♪: Melody Collection (2011, Nintendo DS)
- Smile Pretty Cure! Let's Go! Märchen World (2012, Nintendo 3DS)
- Pretty Cure All Stars: Zenin Shūgō☆Let's Dance (2013, Wii)
- DokiDoki! Pretty Cure: Narikiri Life! (2013, Nintendo 3DS)
- Happiness Charge Pretty Cure!! Kawarun Collection (2014, Nintendo 3DS)
- Go! Princess Pretty Cure: Sugar Ōkoku to Rokunin no Princess (2015, Nintendo 3DS)

### Árkád
- Pretty Cure All Stars Data Carddass series (2007–Ongoing)

### Oktató játékok
- Futari wa Pretty Cure (2004, Sega Pico)
- Futari wa Pretty Cure: Max Heart (2005, Beena)
- Futari wa Pretty Cure Splash Star (2006, Beena)
- Yes! Pretty Cure 5 Go Go: Love Love Hiragana Lesson (2008, Beena)
- Isshoni Henshin Fresh Pretty Cure (2009, Beena)
- Oshare ni Henshin HeartCatch Pretty Cure! (2010, Beena)
- Suite Pretty Cure♪: Happy Oshare Harmony☆ (2011, Beena)